# Pachtakor (stanice metra v Taškentu)
Pachtakor (uzbecky Paxtakor, rusky Пахтакор, původní název rusky Хлопкоробов, Chlopkorobov) je přestupní stanice metra v Taškentu dvou linek (Čilanzarskaja a Uzbekistanskaja).
Stanice nese název podle stejnojmenného fotbalového týmu, jehož stadion se u něj nachází. Jedná se o hloubenou, mělce založenou stanici (vzhledem k nebezpečí zemětřesení v této oblasti se při výstavbě upustilo od ražených stanic), s ostrovním nástupištěm a dvěma povrchovými vestibuly. Celou podzemní část stanice podpírají dvě řady sloupů, které jsou obložené mramorem a mají hliníkové hlavice. V architektonickém ztvárnění byly použity uzbecké motivy, jako například u mozaiky na stěně za nástupištěm a vestibulů.
Stanice byla zprovozněna pod originálním názvem 7. listopadu 1977; po dobudování druhé stanice Ališer Navoj na modré lince roku 1980 vznikl v síti taškentského metra historicky první přestup.